# Museo Nao Victoria
El Museo Nao Victoria es un museo en el cual se encuentran réplicas de embarcaciones importantes para la historia de la Región de Magallanes y de la Antártica Chilena en Chile, tales como la nao Victoria, el James Caird, el HMS Beagle y la goleta Ancud.
El museo está ubicado a orillas del estrecho de Magallanes, 7,5 kilómetros al norte de la ciudad de Punta Arenas. Ha estado abierto al público desde el 1 de octubre de 2011. El museo es privado y su gestor ha recibido la medalla Bicentenario entregada por el presidente de Chile por su trabajo en la promoción de la identidad nacional durante las celebraciones por el Bicentenario de la independencia del país sudamericano, además la comunidad  española en Punta Arenas entregó al dueño del museo el premio «Identidad Hispana», el 19 de diciembre de 2012 el empresario gestor del museo y el carpintero jefe de obras han recibido el premio «Ciudadano Destacado 2012» otorgado por la I. municipalidad de la ciudad de Punta Arenas, el mismo municipio de Punta Arenas declaró el museo «Sitio turístico prioritario de la ciudad de Punta Arenas».

## Objetivo
El objetivo del museo es de ser interactivo y ofrecer a la comunidad la experiencia de interactuar con las réplicas de los barcos que han contribuido al descubrimiento de la zona, la colonización del territorio, o que tienen una especial importancia patrimonial e histórica para la Región de Magallanes. En la construcción de las réplicas se utilizan las técnicas tradicionales de carpintería de ribera.

## Colecciones
La colección principal del museo son las réplicas a tamaño real de los barcos históricos exhibidos a orillas del estrecho de Magallanes, también se exhiben réplicas de armas y herramientas de navegación antiguas, copias de documentos y libros relativos a los barcos históricos y  un taller de carpintería de ribera al aire libre.

### Réplicas
El museo alberga réplicas de varios barcos:

#### NaoVictoria
La Victoria era una nao de 27 metros de eslora, 7 de manga, que formaba parte de la flota que comandada por Fernando de Magallanes descubrió el paso por vía marítima a través del continente americano, fue el único de los cinco barcos en completar por primera vez la circunnavegación del globo al mando de Juan Sebastián Elcano. En el paso, al mando de Duarte Barbosa, participó en el descubrimiento de Chile al ser el primero en explorar el Estrecho en 1520, señalando Patagonia, cabo Vírgenes, estrecho de Magallanes, Tierra del Fuego y el océano Pacífico entre otros hitos.
Es uno de los barcos más famosos de la historia de la navegación mundial.

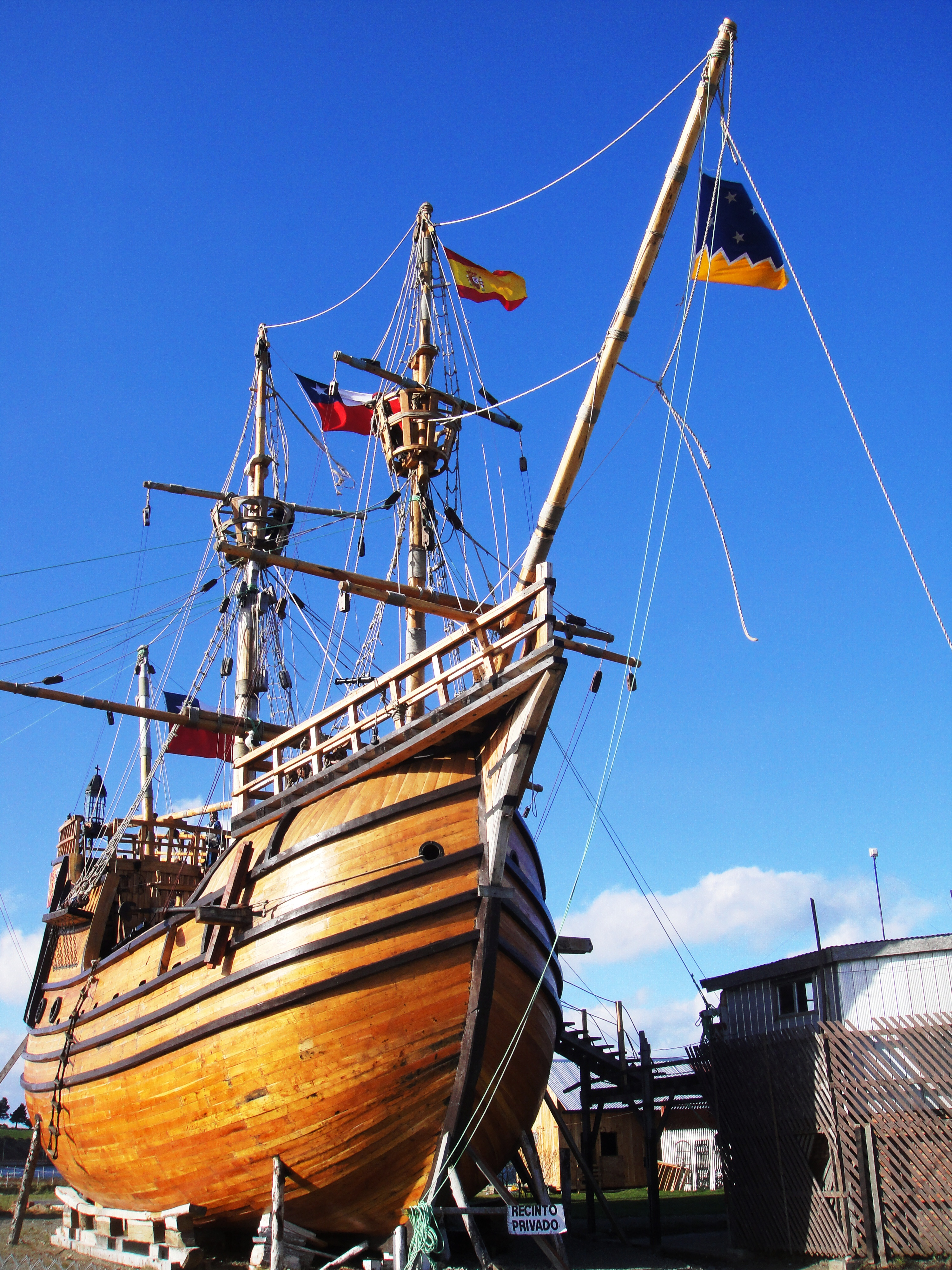
Réplica de la nao Victoria.
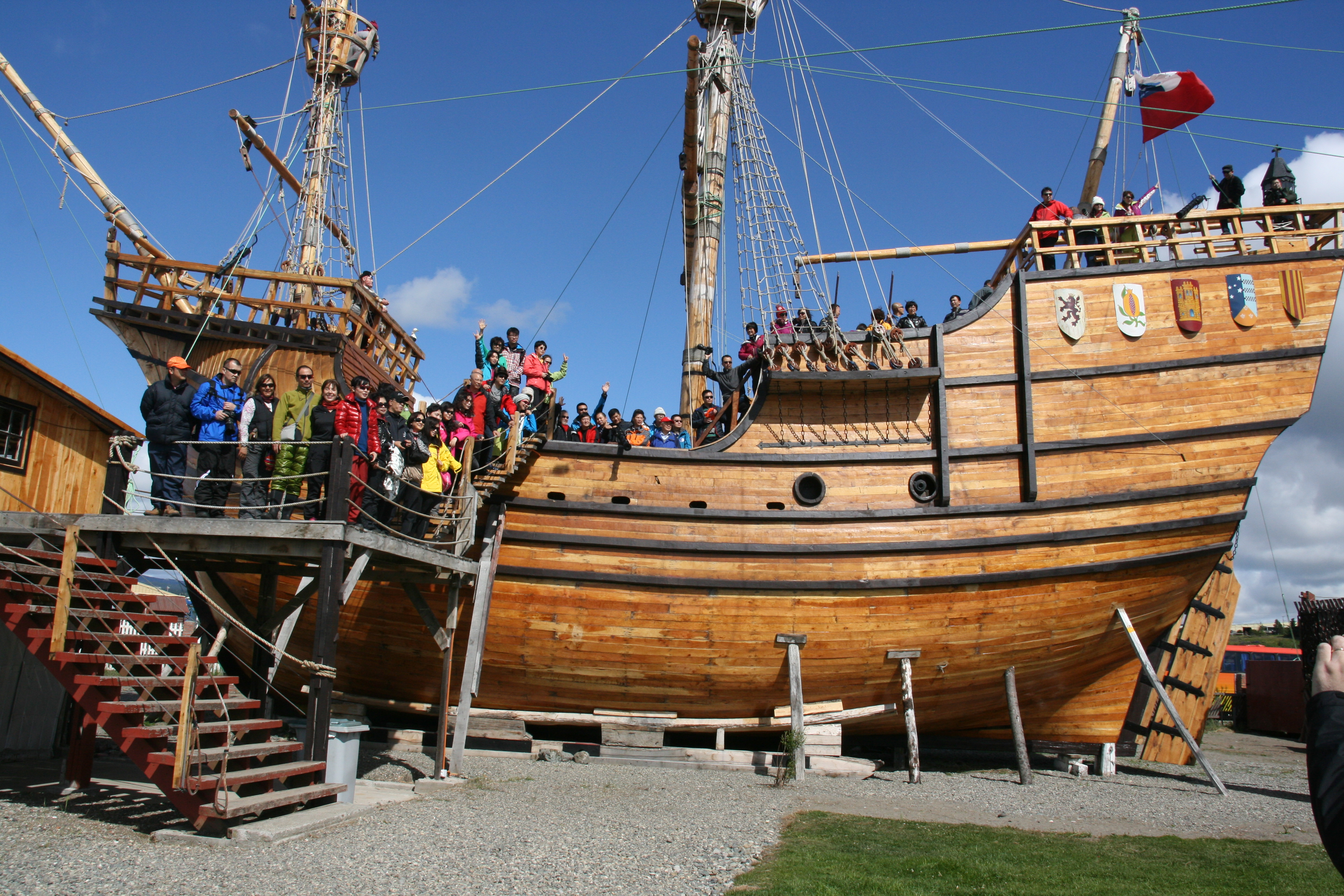
Réplica la nao Victoria. Turistas a bordo.
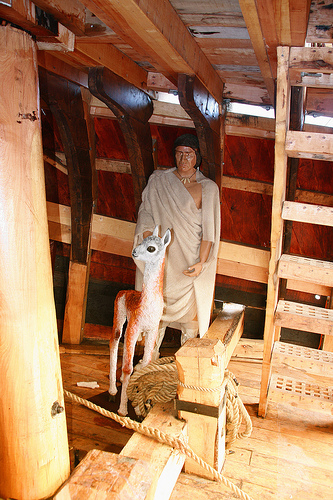
Réplica de la nao Victoria. El indio Pablo, primer bautizado en Chile.
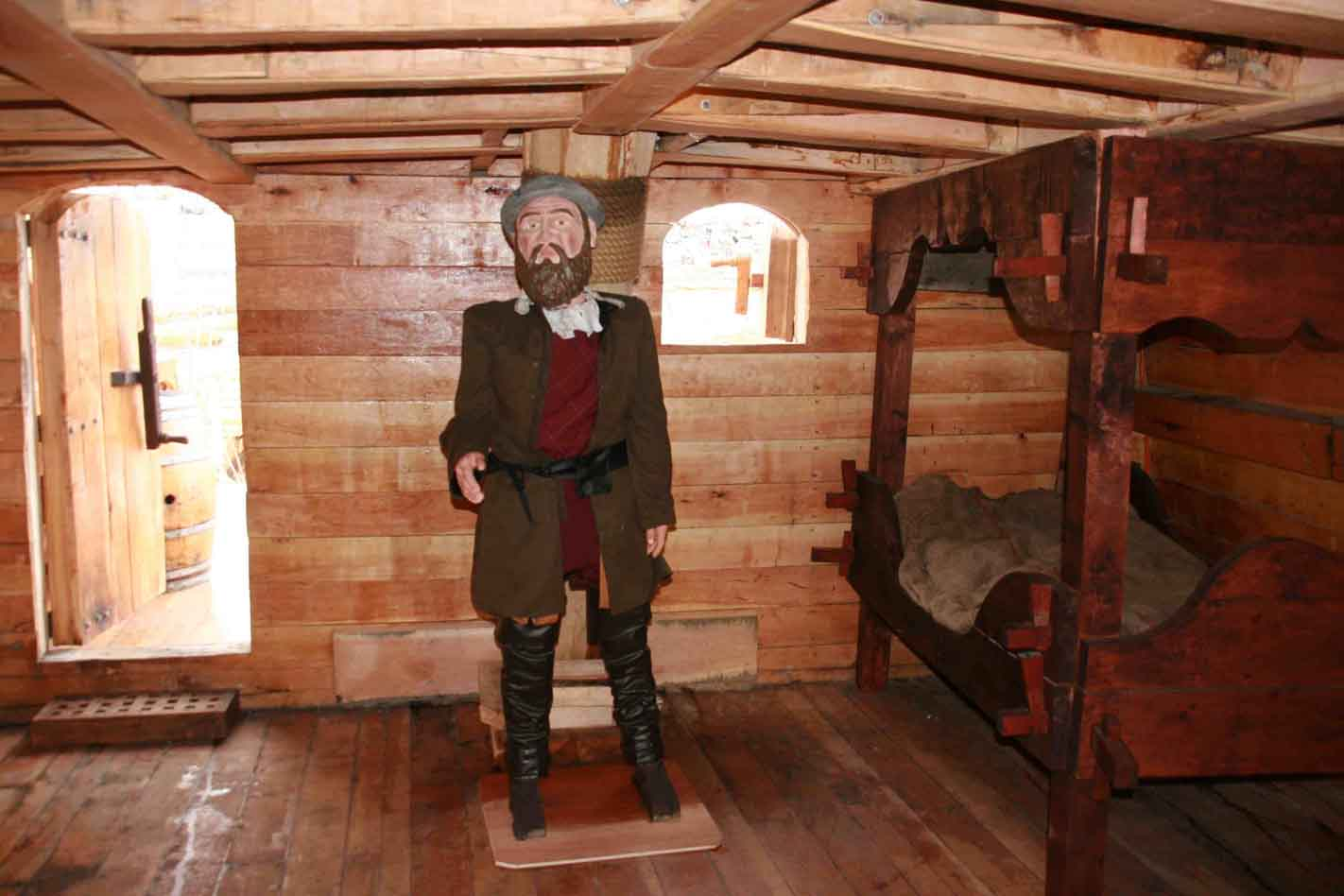
Réplica de la nao Victoria. Magallanes en su recámara.
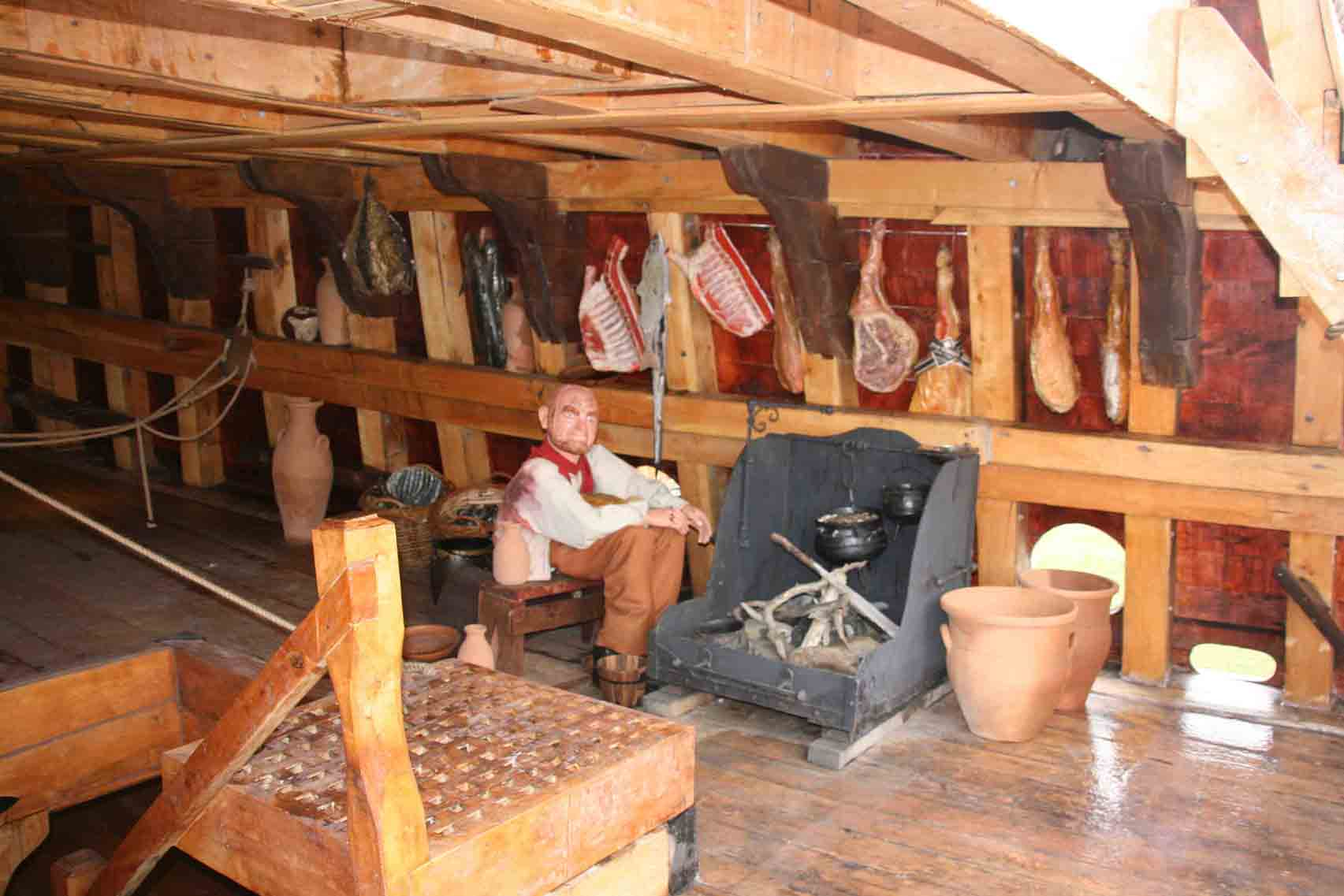
Réplica de la nao Victoria. El cocinero en el fogón.

#### James Caird
El James Caird, adaptado por el carpintero Harry McNish, fue un bote que navegó desde la isla Elefante a las islas Georgias del Sur durante la expedición de Ernest Shackleton en 1916. Muchos historiadores consideran la hazaña de los tripulantes del James Caird como la más impresionante de toda la navegación mundial.

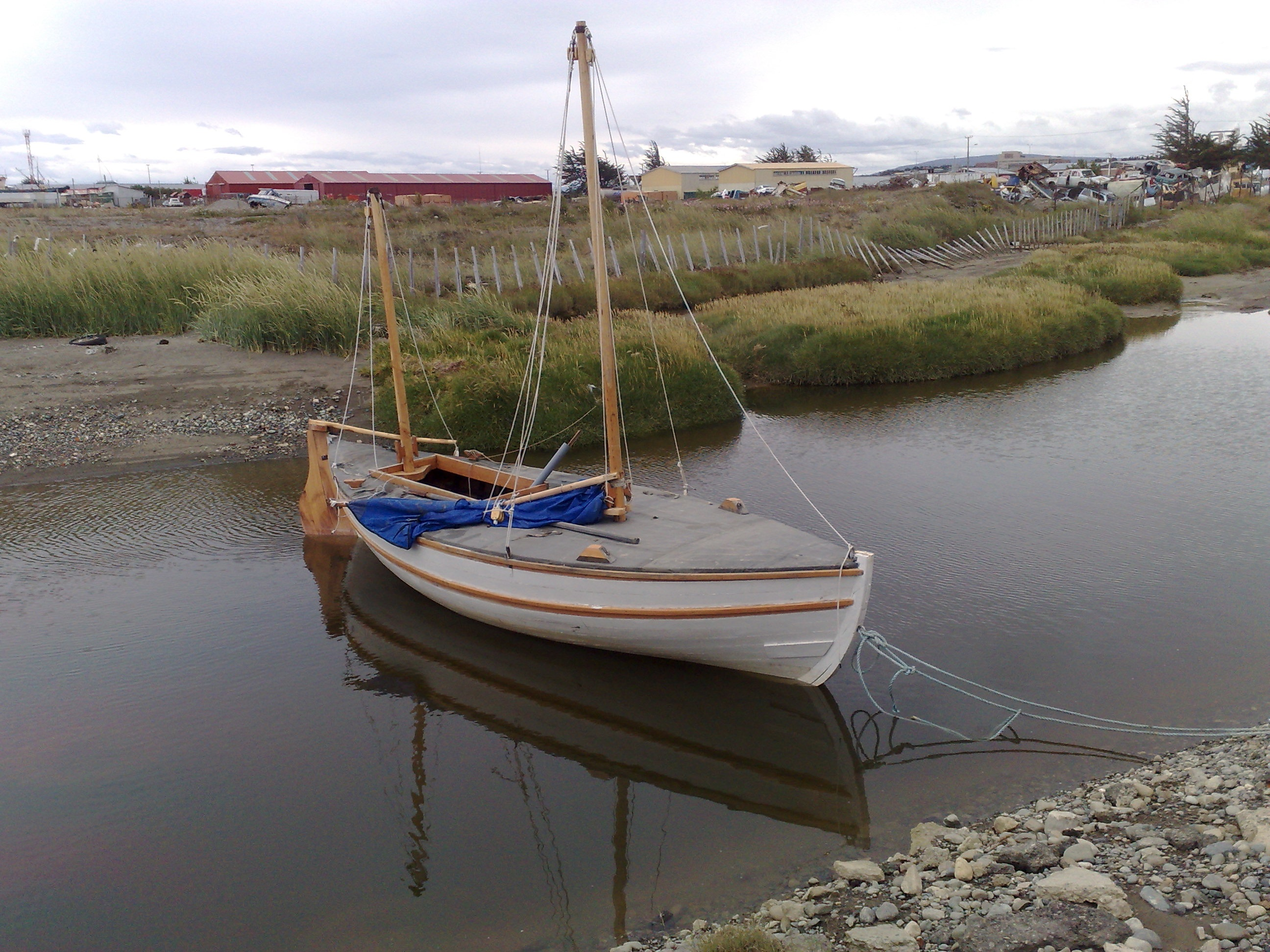
La réplica del James Caird a flote en el río al lado del Museo Nao Victoria.
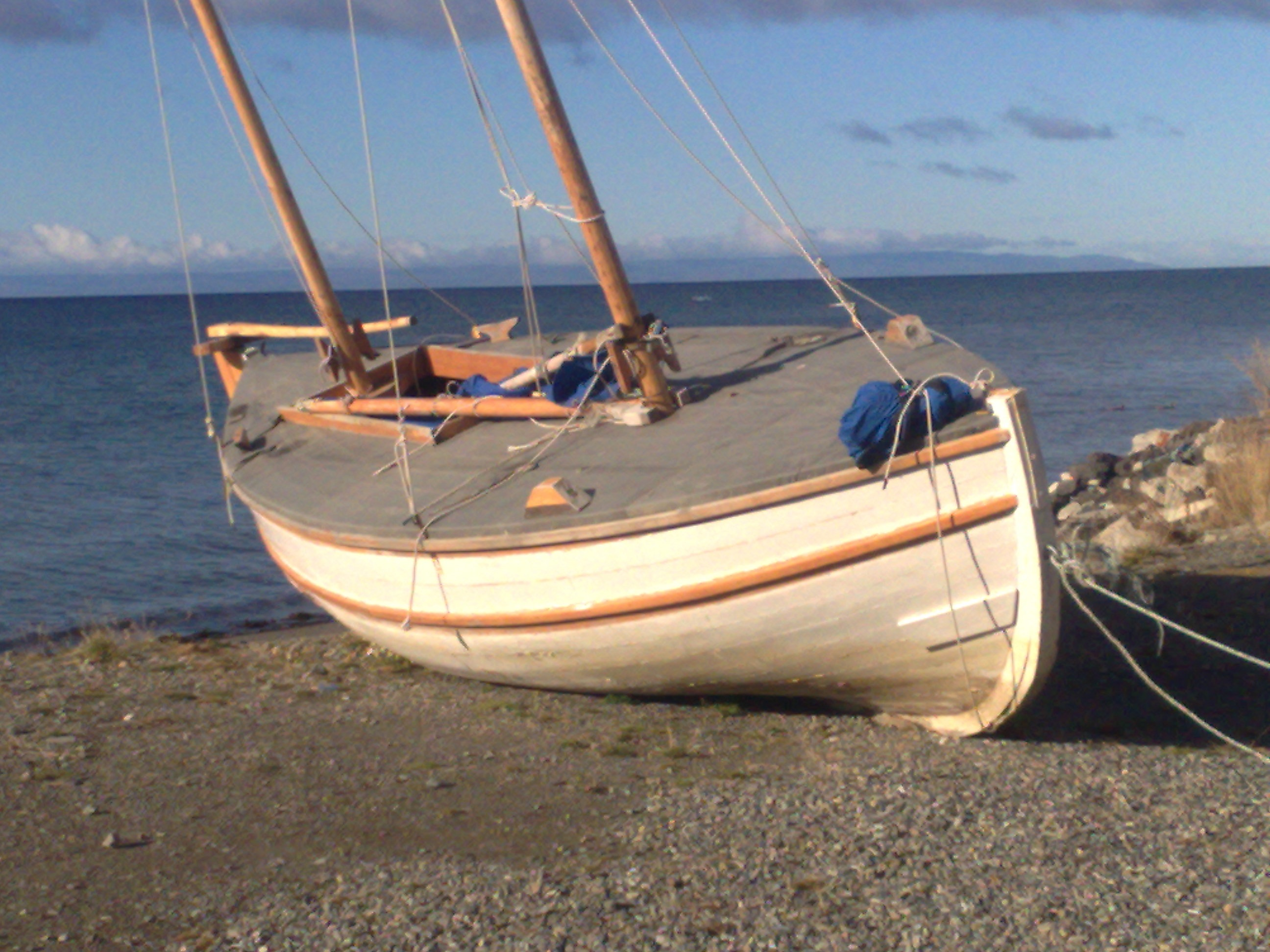
La réplica del James Caird al lado del estrecho de Magallanes, con la Tierra del Fuego al fondo.
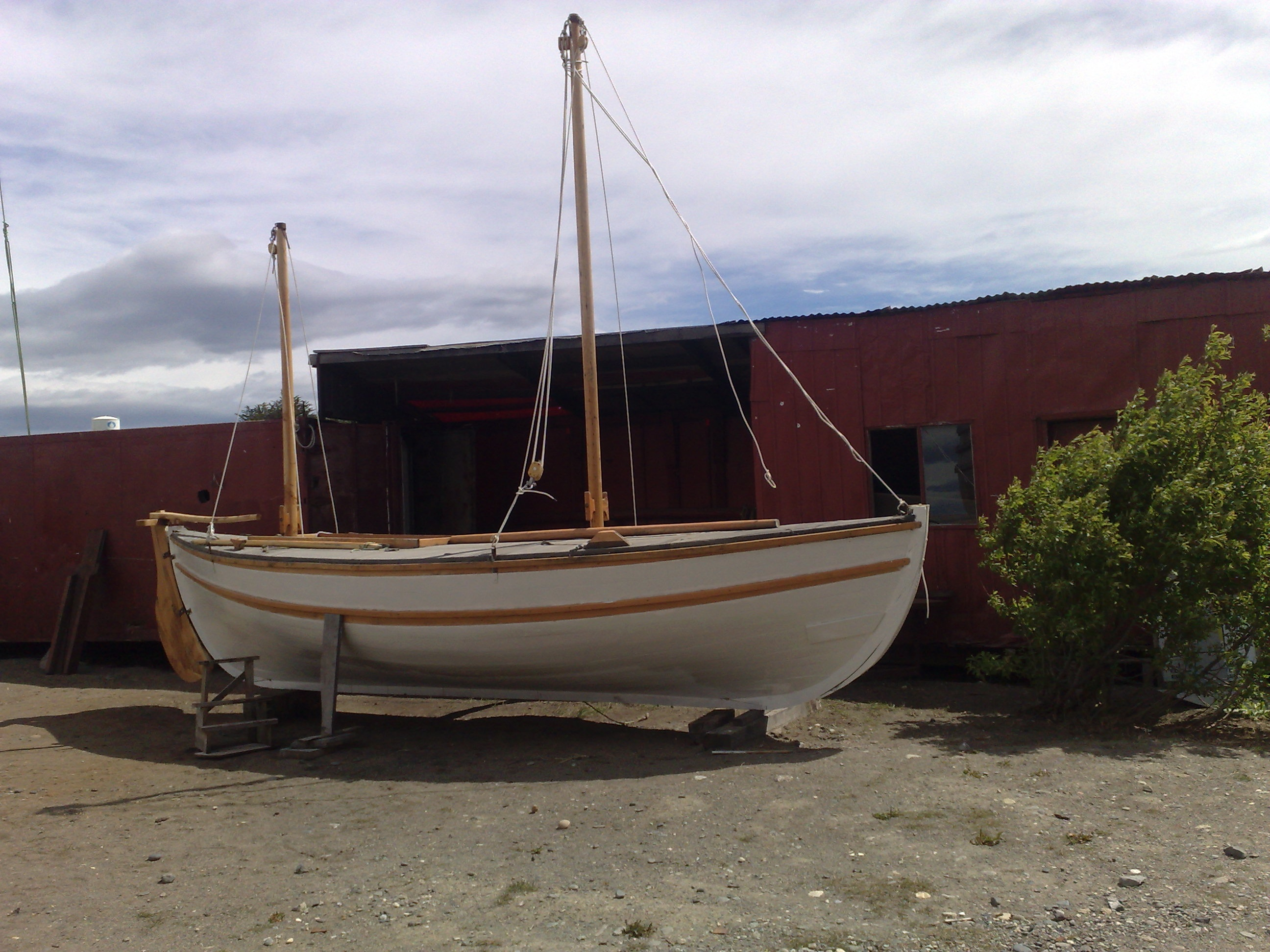
La réplica del James Caird, todavía en el taller antes de ser estrenado en el museo.
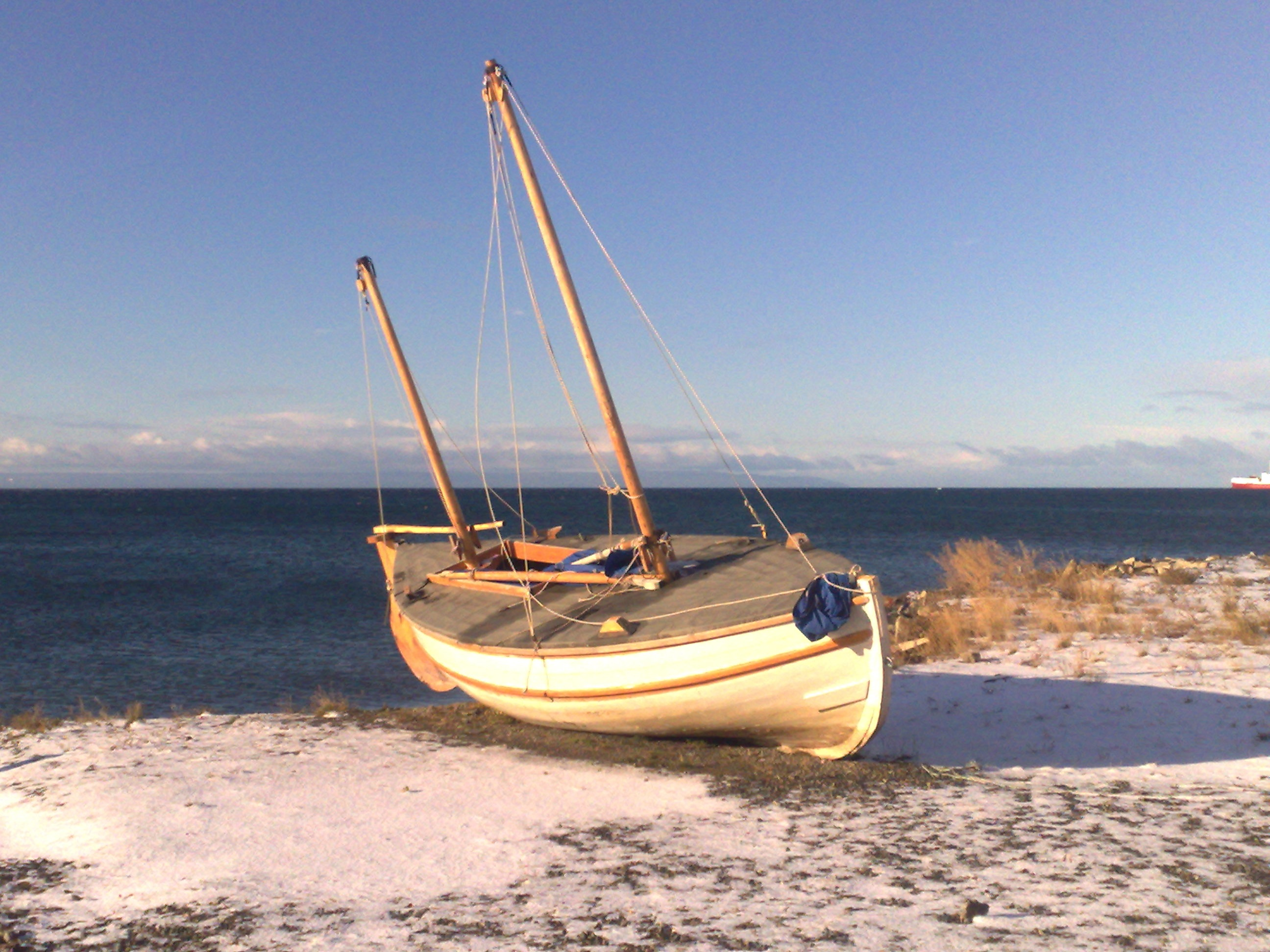
La réplica del James Caird en el Museo Nao Victoria en invierno con nieve.
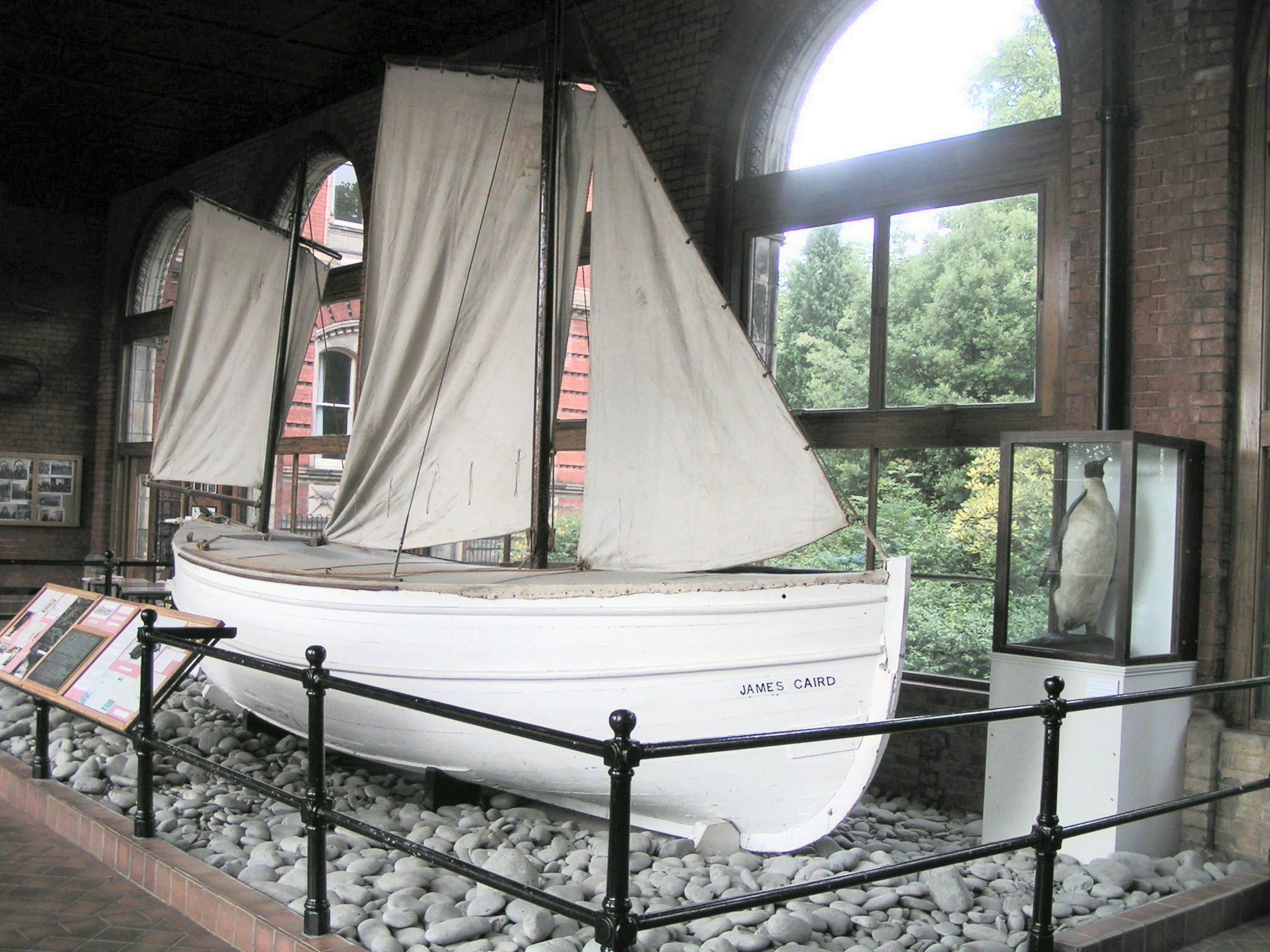
El James Caird original expuesto en el Dulwich College en Londres.

#### GoletaAncud
La Ancud fue la goleta que bajo el mandato del presidente de Chile, Manuel Bulnes, en el año 1843,  realizó la toma de posesión del estrecho de Magallanes construyendo el Fuerte Bulnes; al mando de la goleta iba el capitán John Williams Wilson.

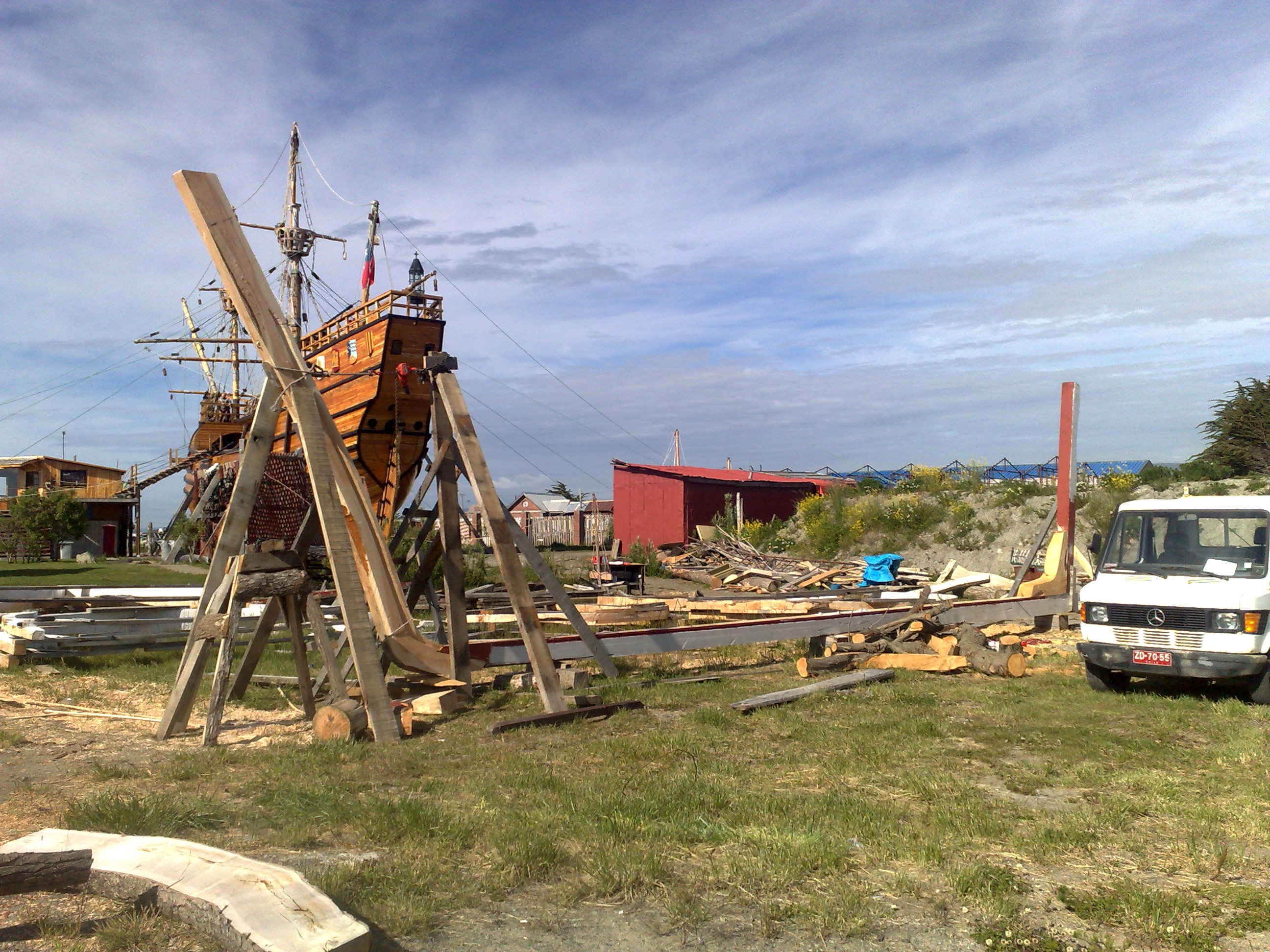
Roda, quilla y codaste de la réplica de la goleta Ancud, con la nao Victoria al fondo.
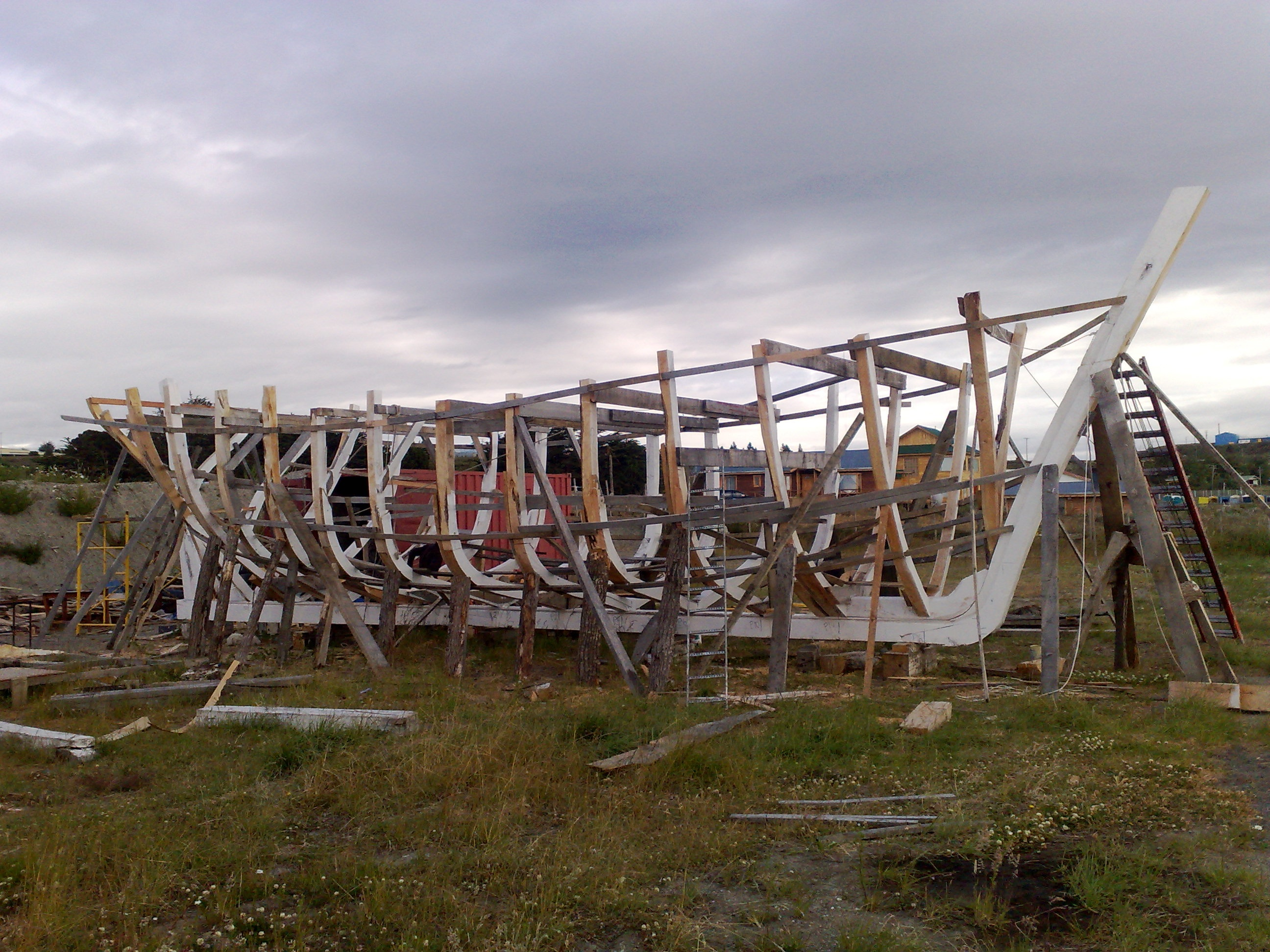
La réplica de la goleta Ancud, con la estructura del casco terminada.
La réplica de la goleta Ancud. La réplica de la goleta Ancud.
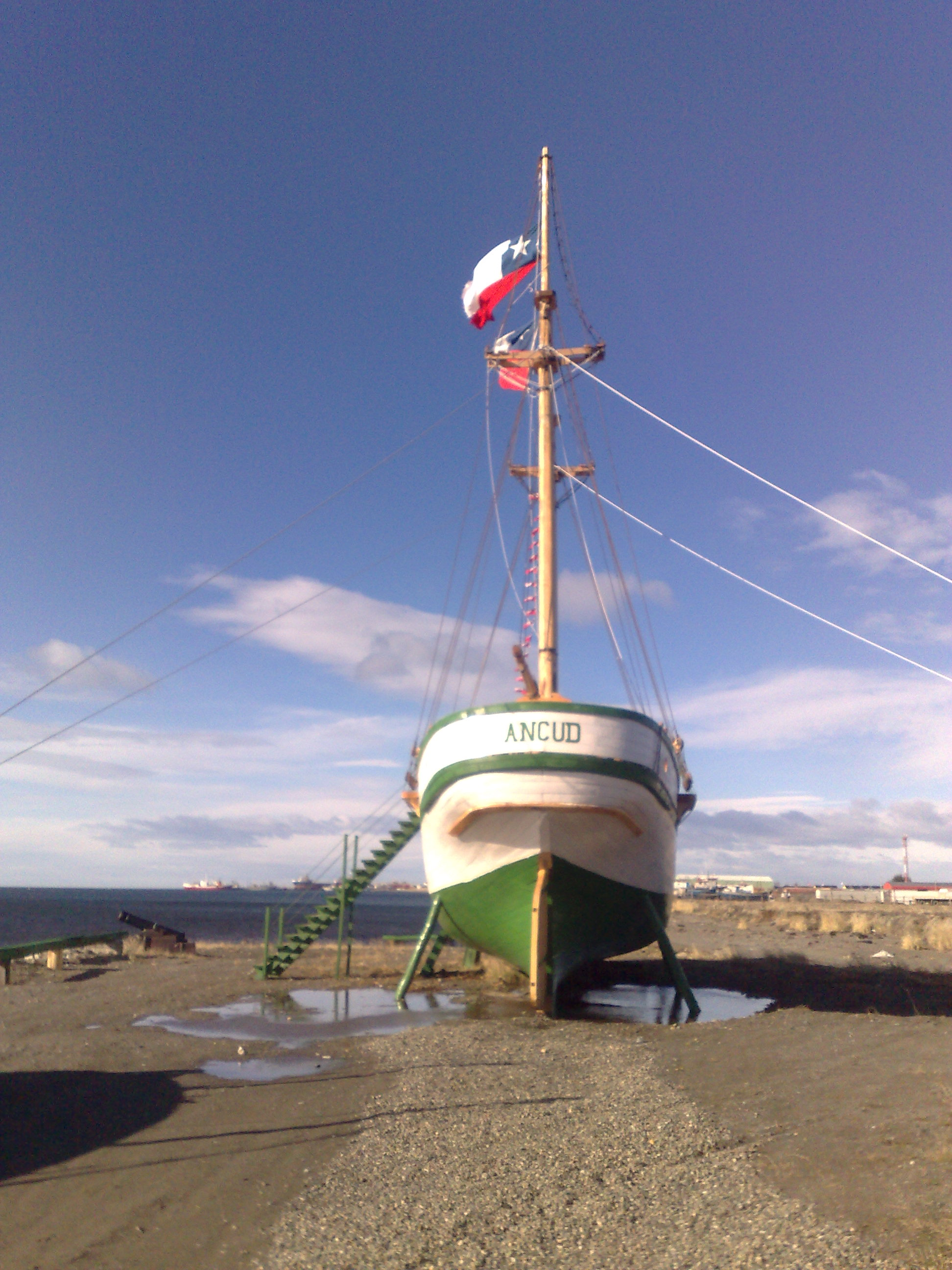
La popa de la goleta Ancud.
La réplica de la goleta Ancud realizada por DIBAM en el museo regional de la ciudad de Ancud.La réplica de la goleta Ancud realizada por DIBAM en el museo regional de la ciudad de Ancud.
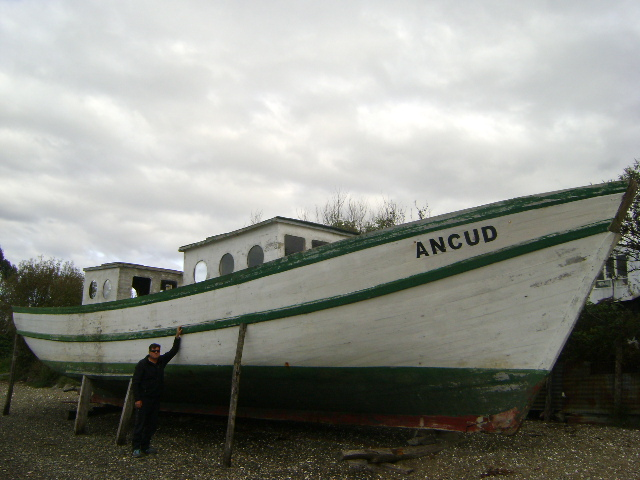
La réplica de la goleta Ancud realizada por el proyecto Patagonia, el sueño de la misión olvidada.

#### HMSBeagle
El HMS Beagle, un bergantín de la Marina Real británica, después se convirtió en buque de exploración, de sus tres viajes, el más famoso es el segundo, donde bajo el mando del capitán Robert FitzRoy, y con el joven Charles Darwin a bordo, permaneció en la región por casi tres años.

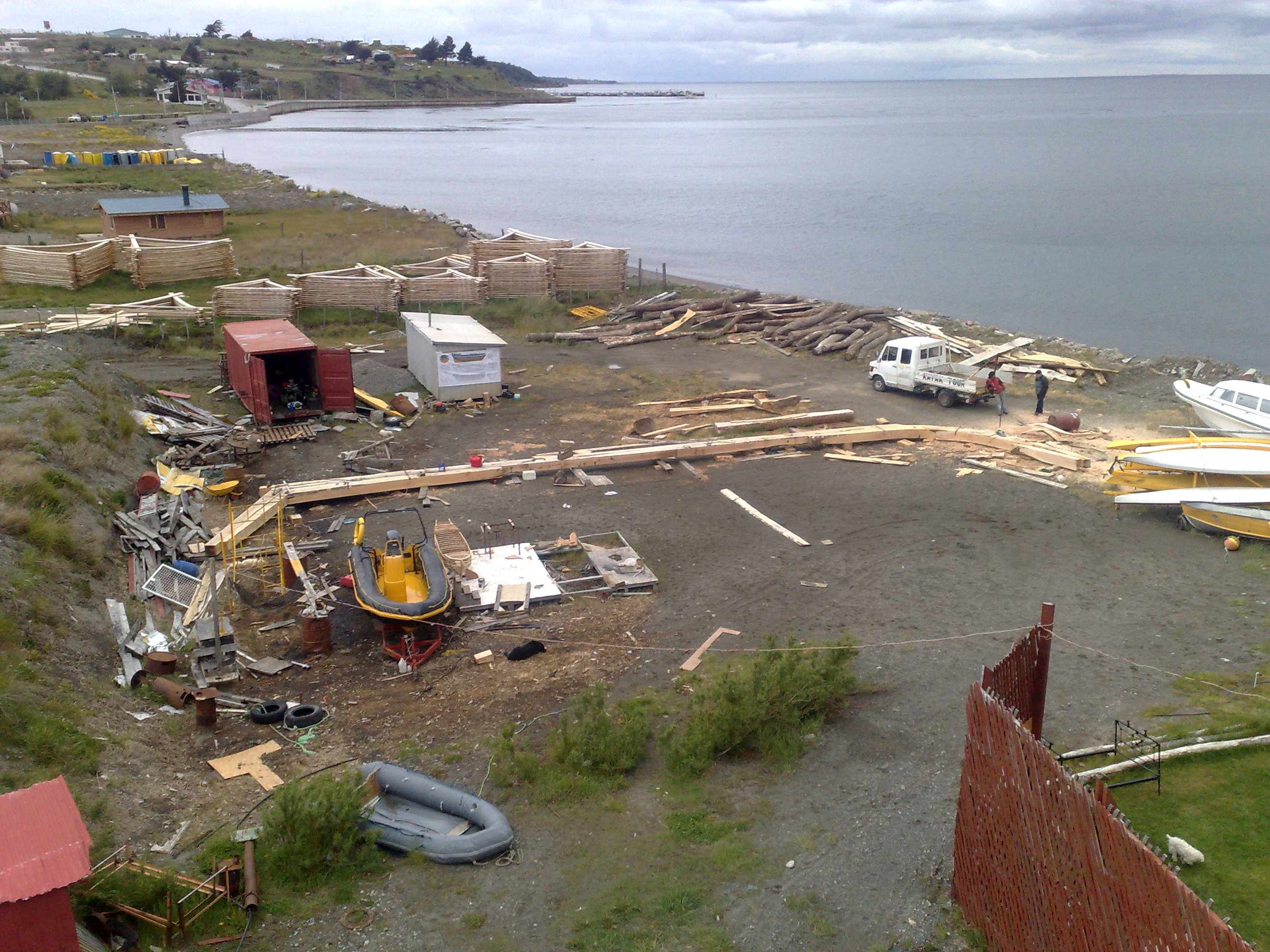
Quilla, roda y codaste de la primera réplica a escala 1:1 del HMS Beagle listas para ser instaladas en el Museo Nao Victoria de Punta Arenas.
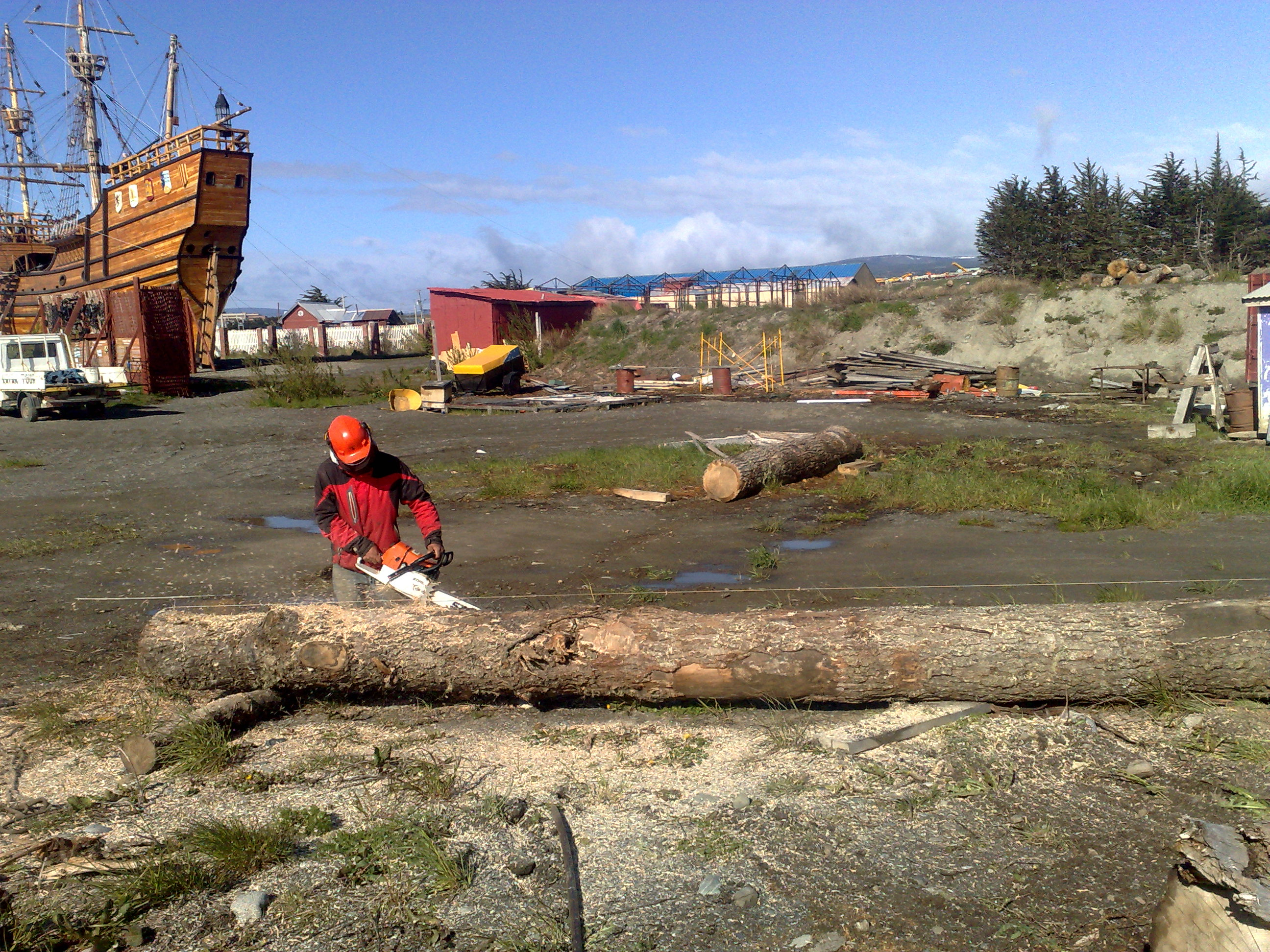
Primer corte para la quilla de la réplica del HMS Beagle.
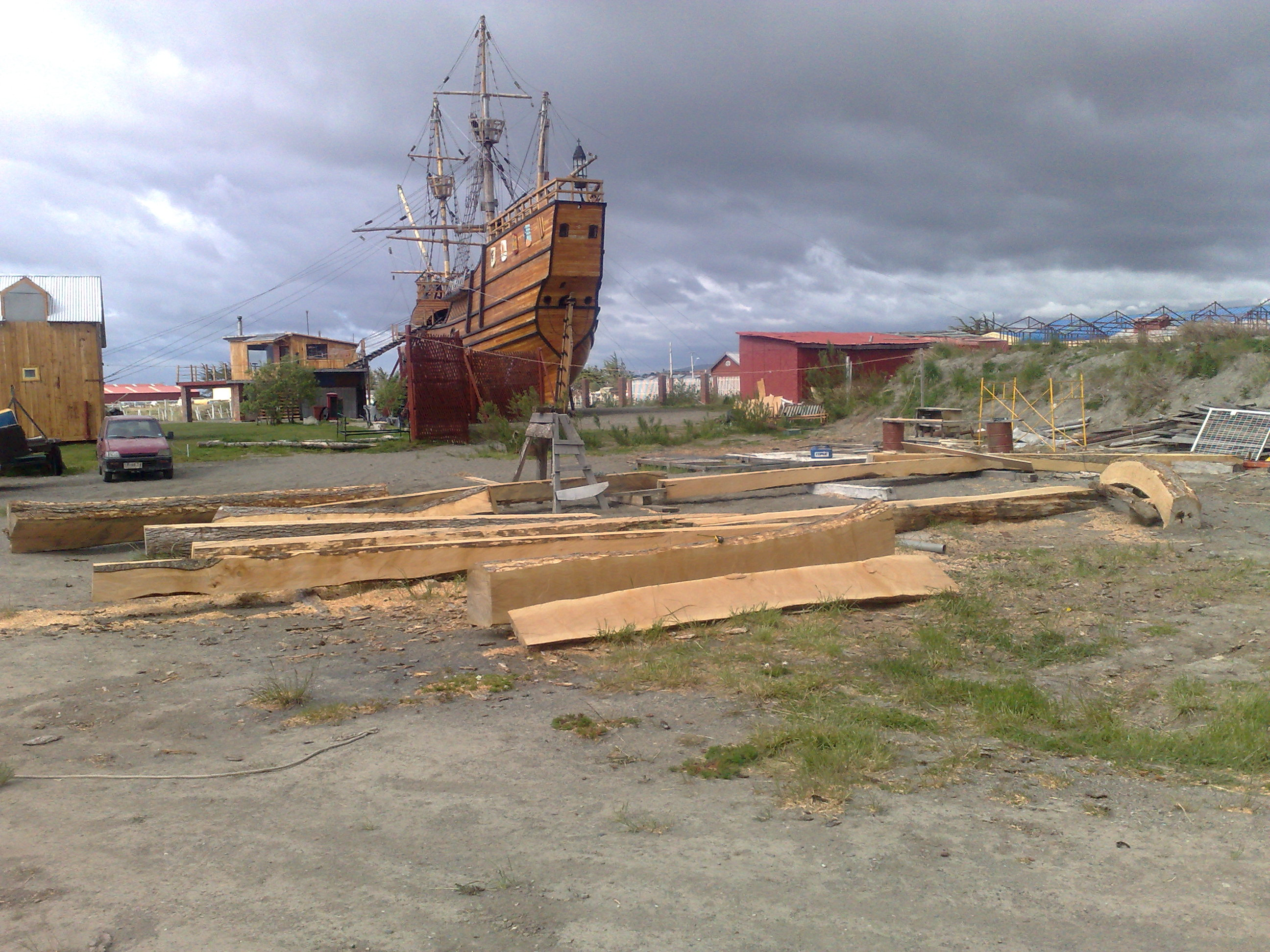
La nao Victoria elevándose en el sitio de construcción de la réplica del HMS Beagle.
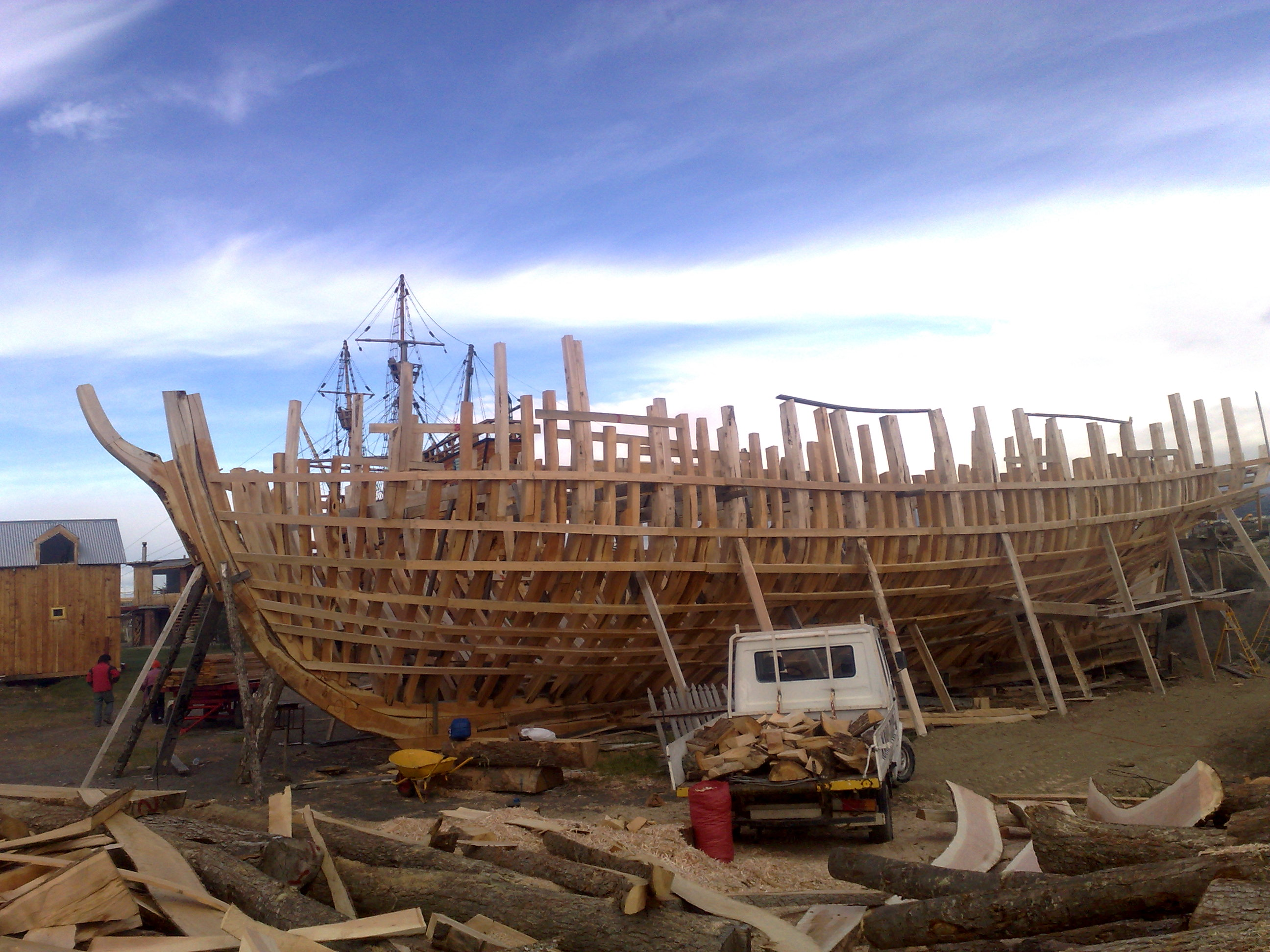
Vista de babor de la réplica del HMS Beagle.
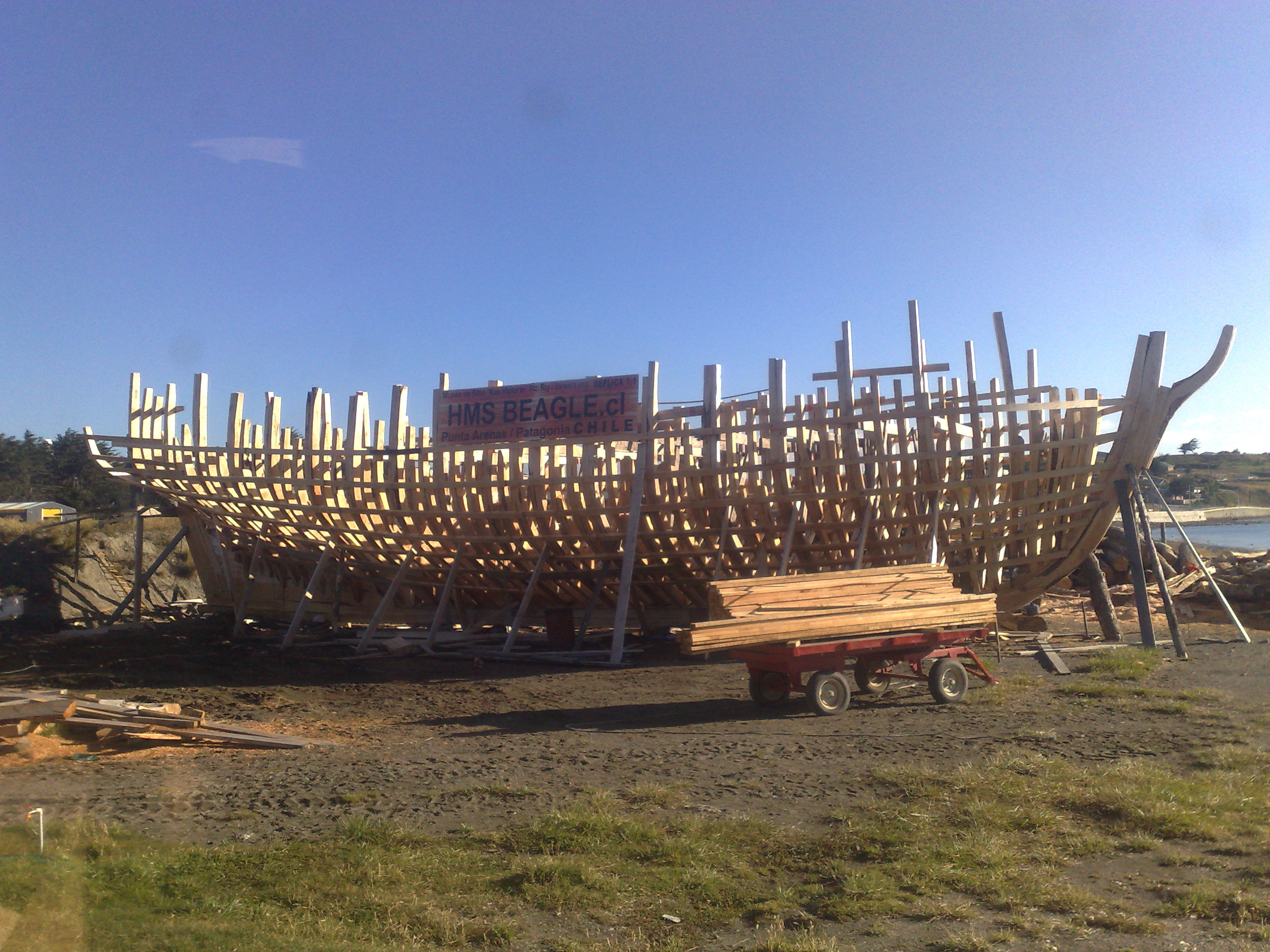
La construcción de la réplica del HMS Beagle en el Museo Nao Victoria el 20 de marzo 2013.
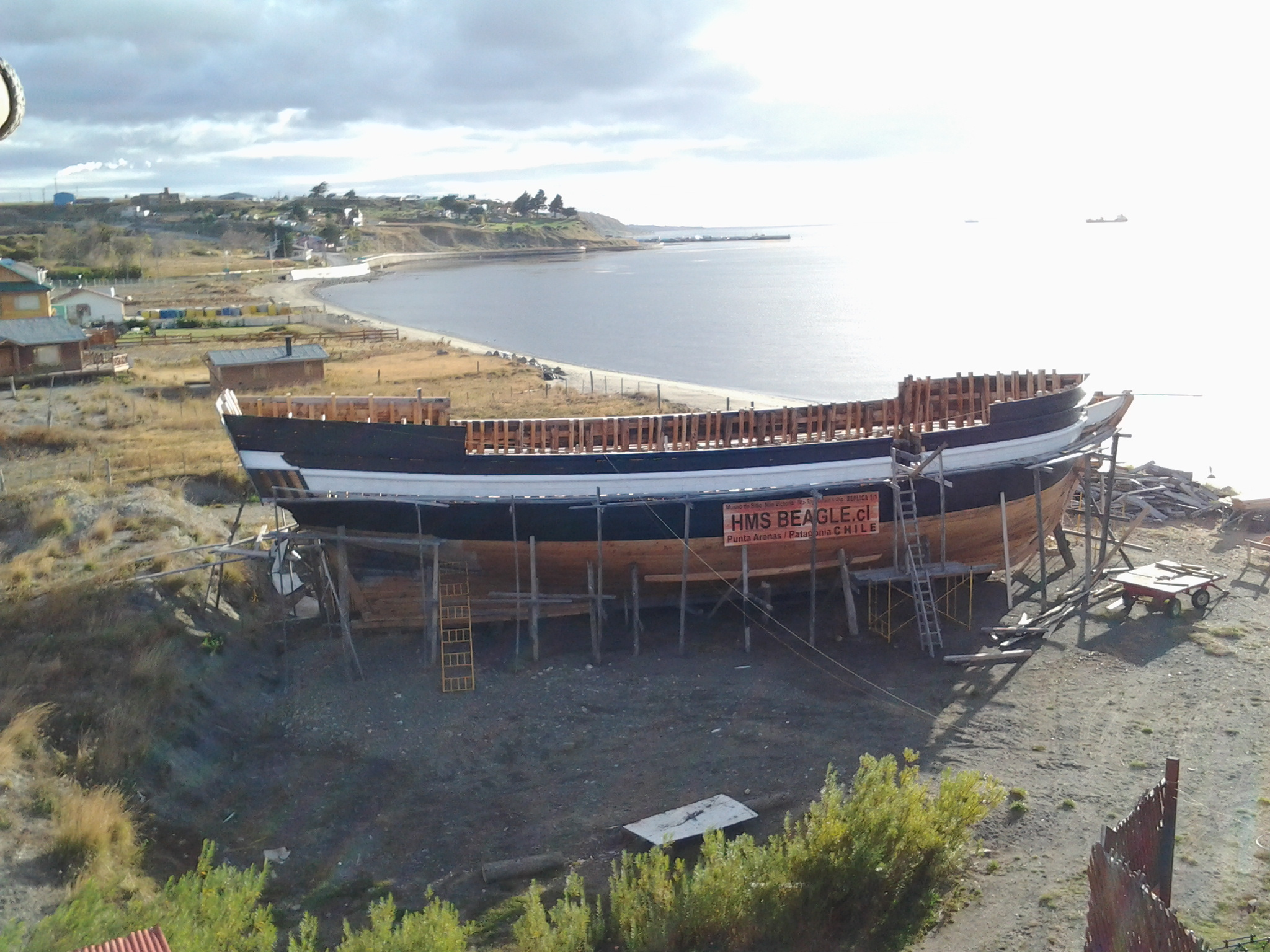
Vista del casco completo y pintado de la primera réplica a escala 1:1 del HMS Beagle en el Museo Nao Victoria de Punta Arenas.
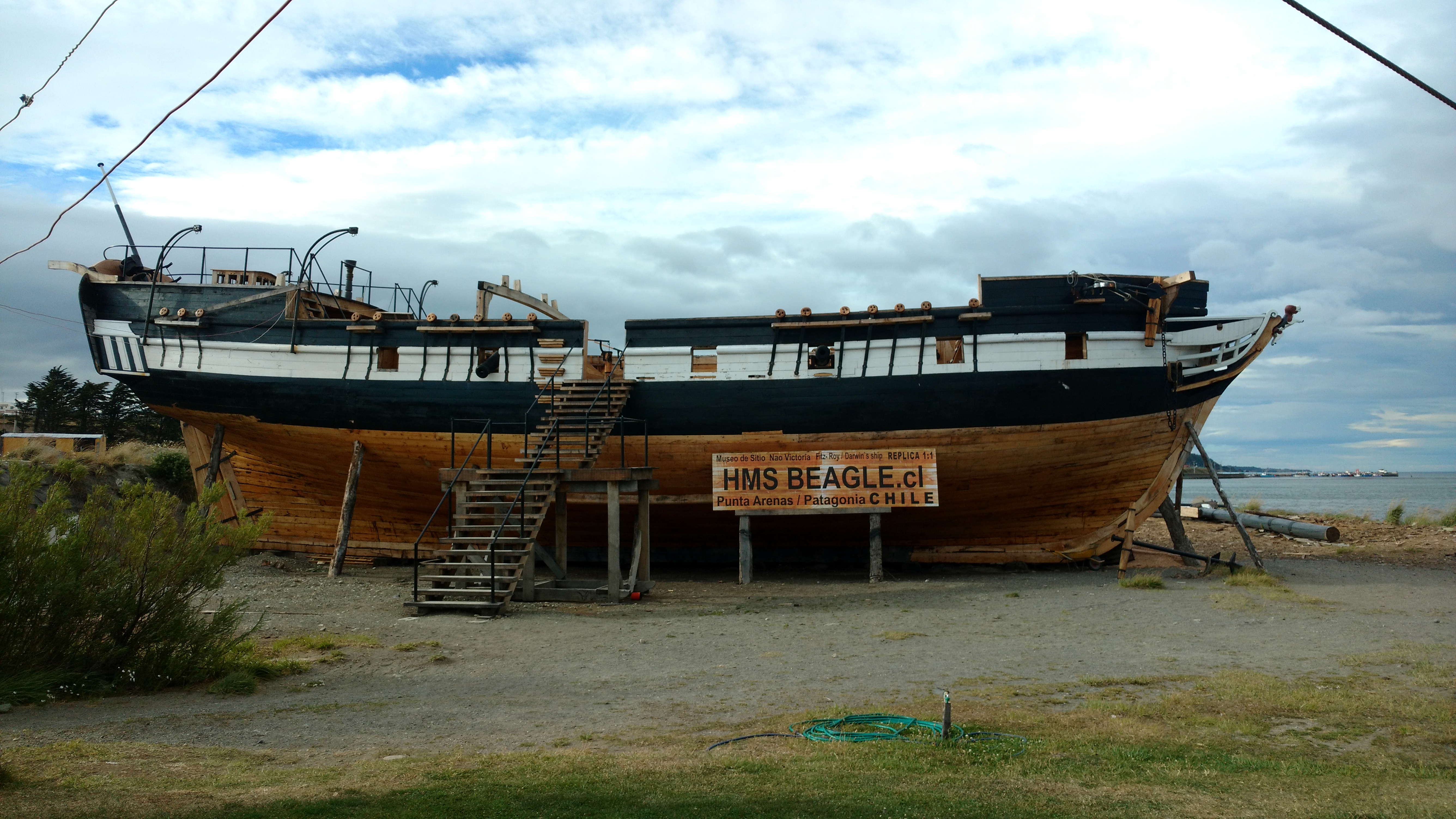
Vista de la  réplica del HMS Beagle en febrero de 2016.
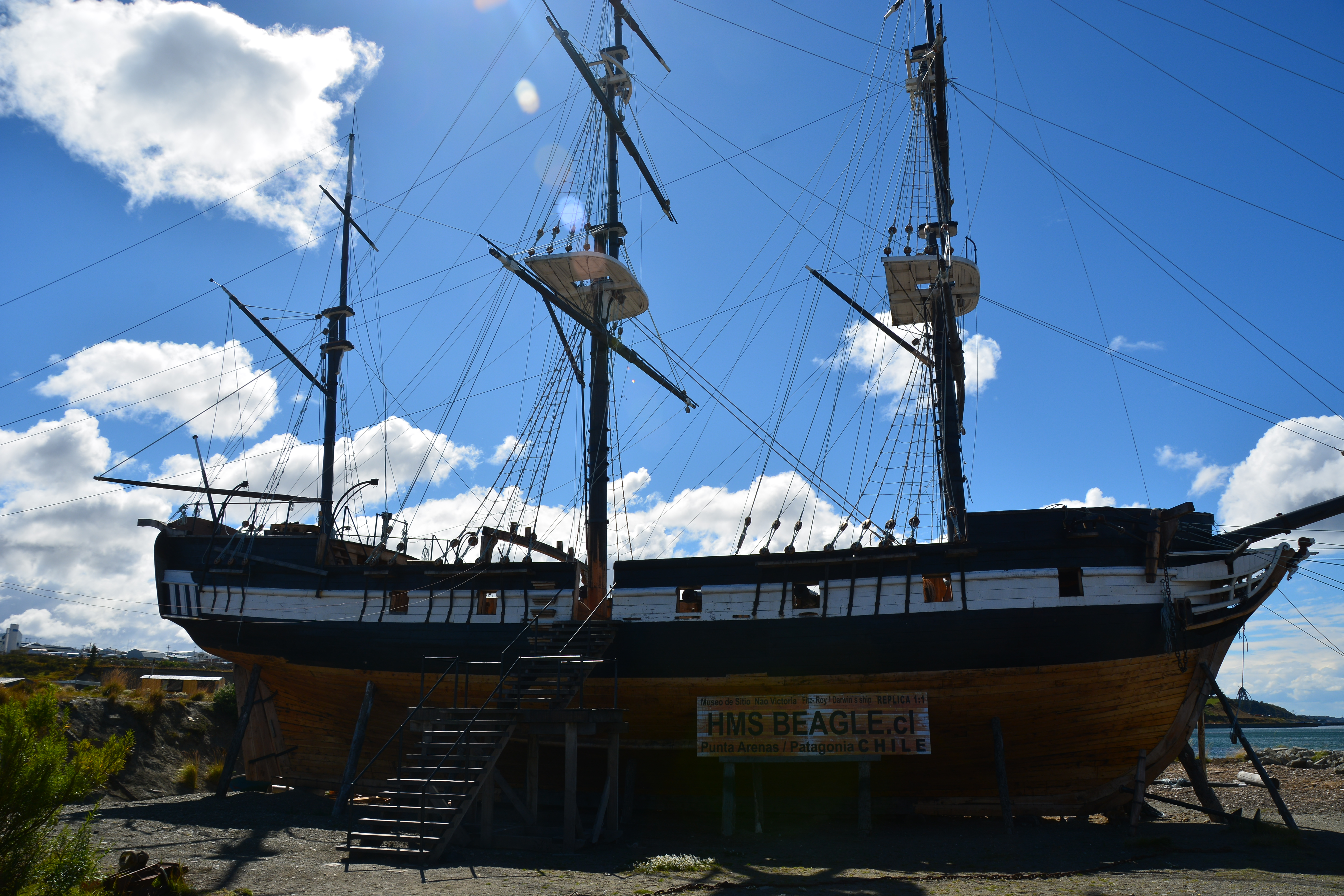
Vista de la réplica del HMS Beagle en febrero de 2017.

### Otras colecciones

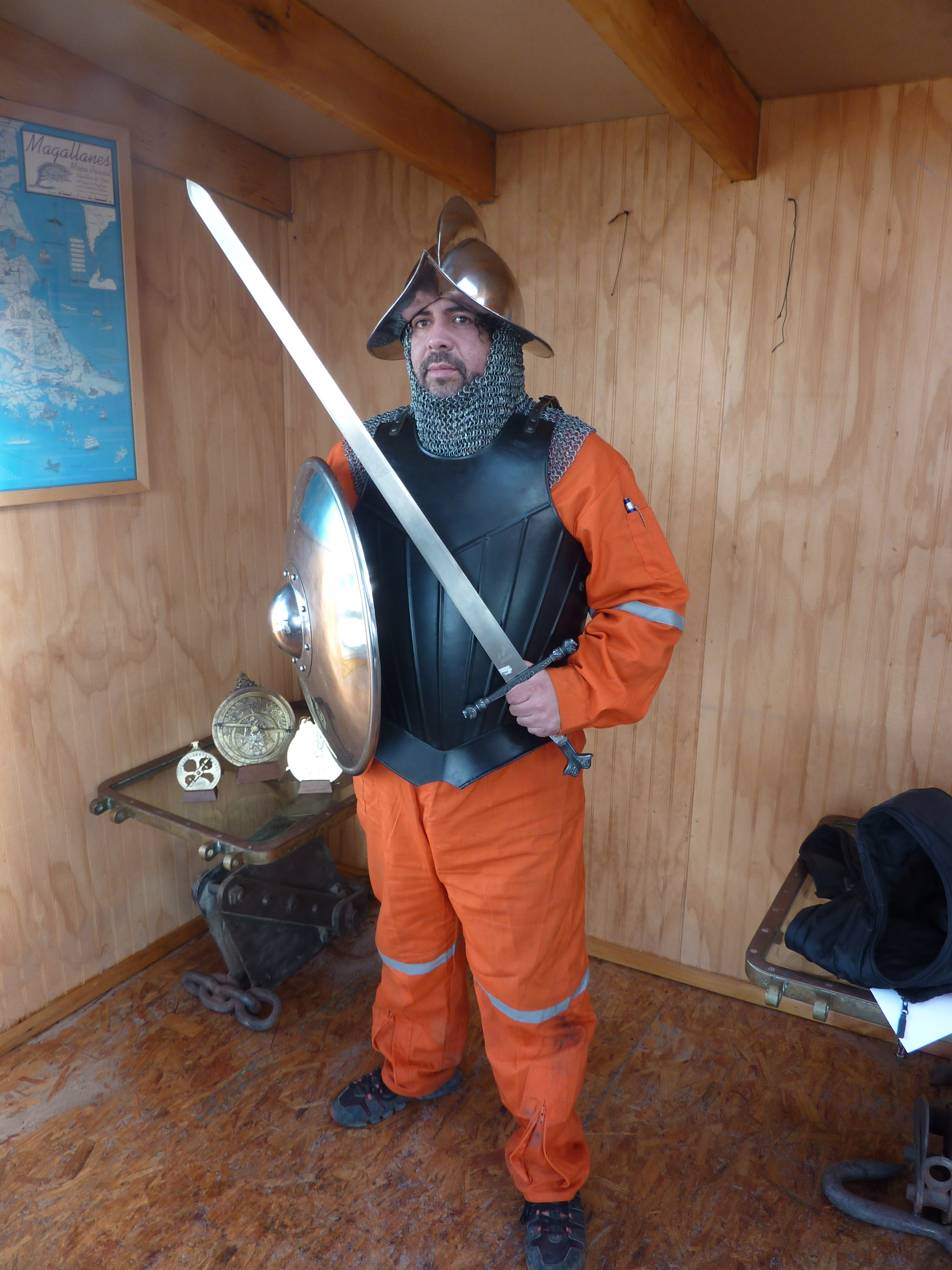
Museo interactivo, visitante vestido de soldado español.

- Armas antiguas: Las réplicas de los barcos históricos se encuentran equipadas con armas de fuego antiguas como: falconetes, bombardas, culebrinas, arcabuzes, así como armas de mano como alabardas, ballestas y espadas; todas estas armas pueden ser utilizadas por los visitantes.
- Instrumentos de navegación antiguos: en las distintas cámaras de los barcos, se pueden encontrar astrolabios; nocturlabios; cuadrantes; varas de Jacob; correderas; ampolletas.
- Copia de los documentos originales, como las capitulaciones e instrucciones del rey Carlos V a Magallanes y Ruy Faleiro, costos de la armada por la Casa de la Contratación de Indias de Sevilla, la bitácora de Francisco Albo, el relato De Moluccis Insulin de Maximiliano Transilvano, planos del libro de Antonio Pigafetta, la Carta de Juan de la Cosa, el libro Primaleón de Francisco Vázquez de los Palmerines.

### Taller de carpintería de ribera
El 31 de diciembre de 2011, se anunció la construcción de dos réplicas más en el taller de carpintería de ribera del museo:, la goleta Ancud se estrenó el 5 de septiembre de 2012, mientras la HMS Beagle se estrenó en a finales 2013.
En el verano de 2013 se ha realizado otro proyecto del taller de carpintería de ribera, el museo construyó en Santiago una réplica a escala 1/3 de un galeón del siglo XVIII.

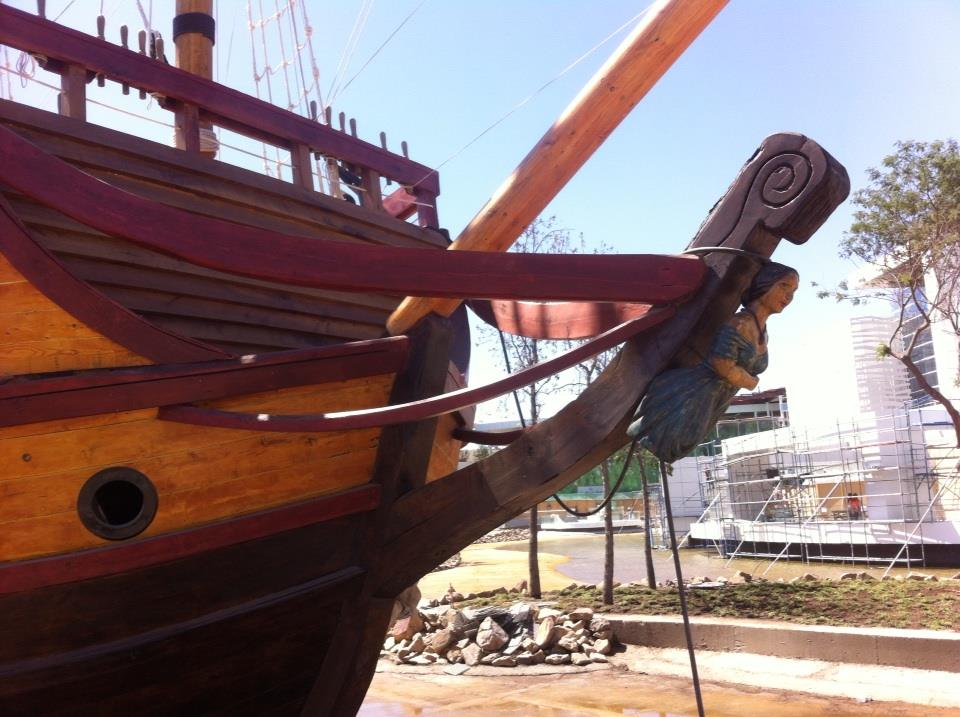
Vista del mascarón de proa de la réplica a escala 1:3 de un galeón construido en Santiago por el Museo Nao Victoria de Punta Arenas.
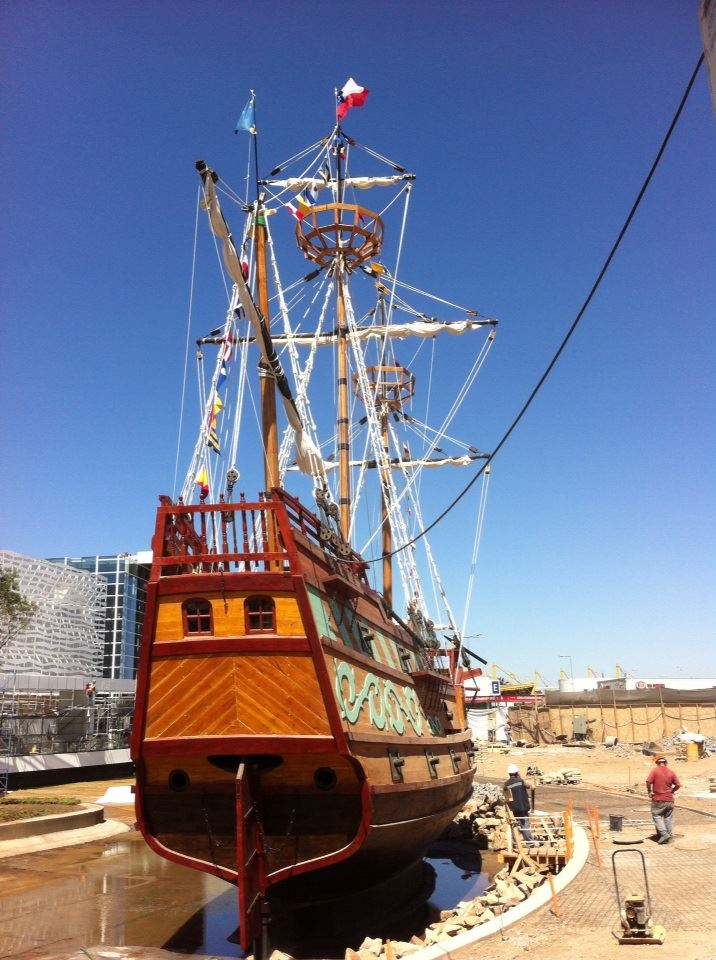
Vista del espejo de popa de la réplica del galeón a escala 1:3 construid en Santiago por el Museo Nao Victoria de Punta Arenas.
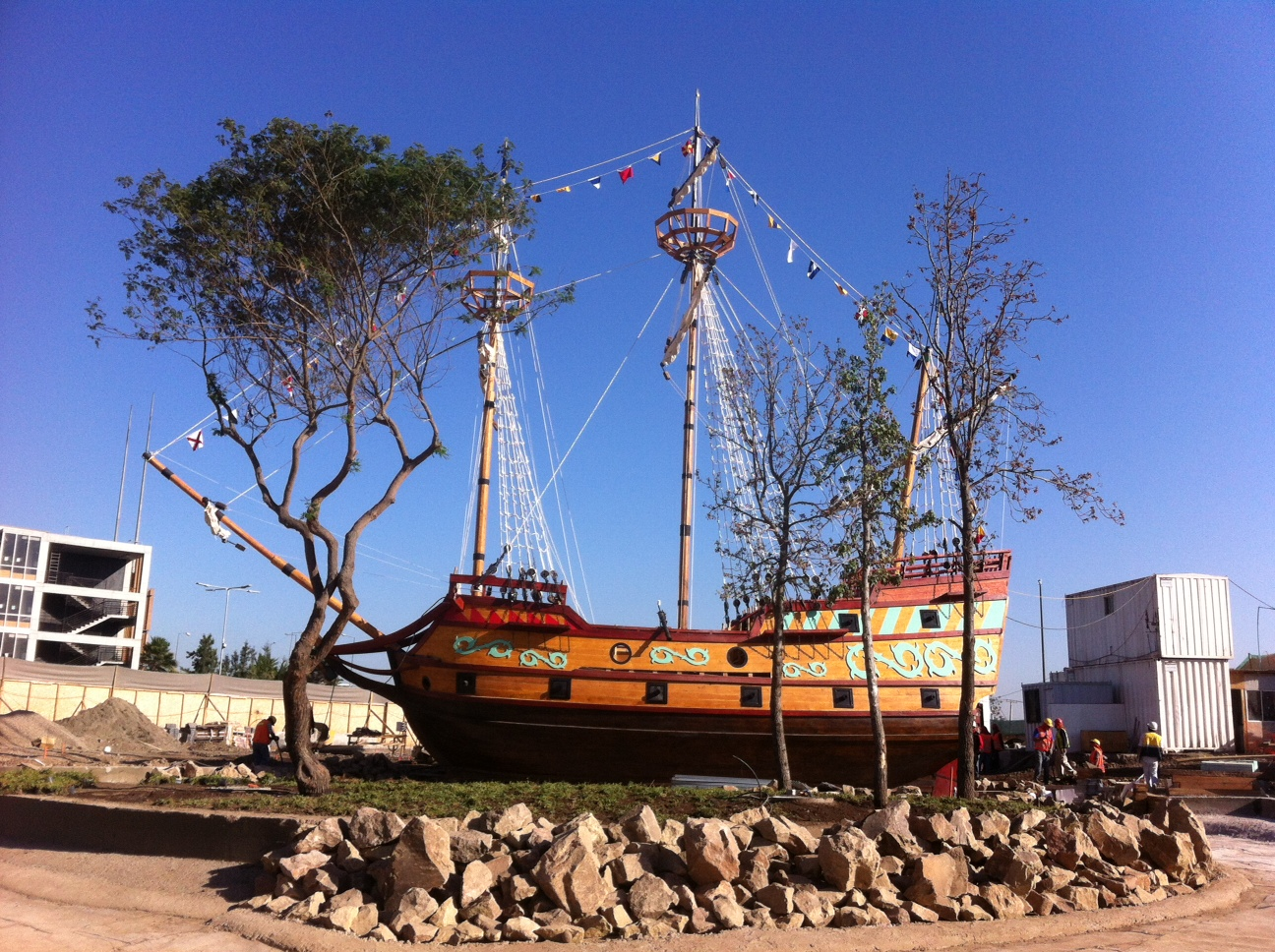
Vista de estribor de la réplica del galeón a escala 1:3 construido en Santiago por el Museo Nao Victoria de Punta Arenas.